# Brelih
Brelih je priimek v Sloveniji, ki ga je po podatkih Statističnega urada Republike Slovenije na dan 1. januarja 2010 uporabljalo 258 oseb in je med vsemi priimki po pogostosti uporabe uvrščen na 1.600. mesto.

## Znani nosilci priimka
- Boris Brelih, fotograf, montažer dok. filmov o "laufariji"
- Branko Brelih, partizan (padel)
- Franc Brelih (*1943), strojnik, podjetnik, športni delavec, župan Jesenic
- Janez Brelih, podobar
- Miloš Brelih (1916—2002), inženir, gospodarstvenik, tehnični organizator Radia Kričač
- Peter Brelih (1882—1962), pobudnik obnovitve in scenarist "laufarije" v Cerknem [1956], urednik revije "Slovenski tehnik", domoznanec
- Savo Brelih (1927—2012), biolog
- Tina Brelih (*1979), kolesarka